# 雅加达方案
《雅加达方案》（英語：The Jakarta Method）是2020年由美国记者及作家文森特·贝文斯所作的纪实文学作品。本书聚焦于美国对1965年－1966年发生的印度尼西亚大屠杀的支持，在此期间约100万印度尼西亚共产党员、被怀疑是共产党员的人、印度尼西亚华人以及其他一些人遭到杀害，随后在拉丁美洲和其他地区，这项策略进行了复制。由美国支持的印度尼西亚军队在印尼当地开展的屠杀在清除共产主义方面非常成功，以至于“雅加达”这一术语此后被用于称呼类似的种族灭绝方案。

## 评价
根据书籍评论汇总媒体Literary Hub，本书获得了大多数赞扬的评价。
为美国保守派撰文的丹尼尔·拉里森（Daniel Larison）称赞《雅加达方案》是“一部杰出的作品”，其对历史“不带感情色彩的、实事求是的”解读揭示了在当今对冷战的记忆中，遗失的美国历史的一些方面。拉里森评论道文森特将幸存者个人的叙述与影响了数千万人，造成超过100万人死亡的事件连接了起来，使得这些大型的、社会层面的事件变得十分地可信。拉里森进一步称赞文森特十分有效地“追踪了这一策略（在印度尼西亚之后）的使用”，探讨了这些历史事件是如何在国际关系的背景下产生，如何影响了此后拉丁美洲反共主义的独裁者，并持续影响今天的社会和政治格局。
格蕾丝·布莱克利与雅各布·舒格曼（Jacob Sugarman）都为社会主义杂志雅各宾撰写了关于本书的评论。布莱克利评论道《雅加达方案》一书对美国参与印度尼西亚种族灭绝的描写比其他任何关于本事件的资料报告都要好，她认为本书在追踪印尼种族灭绝的模式如何在随后的年代中在其他国家的反共行动中产生影响方面极其出色。舒格曼评论道：“作为一部会引发争论的作品，《雅加达方案》一书绝对是认真而有说服力的，贝文斯的书作为一个叙事新闻学方面的著作非常卓越，通过被美国残忍对待的人的故事来追溯美国暴力干涉东南亚和拉丁美洲的历史。”